# 김정훈 (1991년)
김정훈(한국 한자: 金正訓, 1991년 12월 23일 ~ )은 대한민국의 축구 선수이며 포지션은 공격수이다.

## 축구인 경력

### 클럽 경력
2014년 K리그 챌린지 충주 험멜에 입단하였다. 같은 해 6월 21일 고양과의 경기에서 데뷔골을 기록하였으며, 이어진 FC 안양과의 경기에서도 득점에 성공하며 2경기 연속골을 기록하였다.